# Araneus baicalicus
Araneus baicalicus là một loài nhện trong họ Araneidae.
Loài này thuộc chi Araneus. Araneus baicalicus được miêu tả năm 1981 bởi Bakhvalov.